# 11Д458М
11Д458М — двухкомпонентный ракетный двигатель малой тяги, предназначен для перемещения космического аппарата (КА) в пространстве по командам, подаваемым системой управления (СУ). Двигатель создаёт номинальную тягу величиной 392,4 Н и способен к многократным включениям длительностью от 0,05 с до 1000 с.
Компоненты топлива, (горючее/окислитель) НДМГ/АТ.
Соотношение компонентов 1,85±0,05.